# Chen Ji
Chen Ji (?-197) est un officier sous Yuan Shu. Il est nommé Grand Administrateur de Jiujiang à la place de Sun Ce par Yuan Shu. Plus tard, il commande la Première Armée de Droite lorsque Yuan Shu expédie son armée de 200 000 soldats en sept divisions contre Lü Bu. Ayant comme objectif la ville de Yidu, il dirige son armée dans cette direction afin d’affronter Chen Gong. 
Il est ensuite chargé de la défense de la ville de Shouchun avec d’autres officiers. Cependant, les forces de Cao Cao réussissent à infiltrer la ville et Chen Ji est capturé puis mis à mort.